# أرماندو ألين
أرماندو ألين (بالإنجليزية: Armando Allen)‏ هو لاعب كرة قدم أمريكية أمريكي، ولد في 30 أبريل 1989 في أوبا لوكا في الولايات المتحدة.

## وصلات خارجية
- أرماندو ألين على موقع مرجع كرة القدم المحترفة.كوم (الإنجليزية)